# Léon Gobert
Pour les articles homonymes, voir Gobert.
Léon Gobert, né le 27 décembre 1869 à Wasmes et mort le 13 avril 1935 à Mons est un sculpteur et médailleur belge. Professeur de sculpture et jouissant d'une grand notoriété dans sa région natale, il a représenté les personnalités publiques, les ouvriers et mineurs du Borinage.

## Biographie
Léon Gobert, né le 27 décembre 1869 à Wasmes, est le fils d'Adolphe Gobert, mineur, et de Célina Delbauve. Il était marié. 
Il est élève et disciple du sculpteur Charles Van Oemberg à l'Académie royale des Beaux-Arts de Mons. Il poursuit son apprentissage à l’Académie royale des Beaux-Arts de Bruxelles où il reçoit l’enseignement de Charles Van der Stappen. Il est Prix Godecharle 1895.  
Il est professeur à l’Institut provincial des Arts et Métiers de Saint-Ghislain. De 1899 à 1934, il est professeur de sculpture à l’Académie royale des Beaux-Arts de Mons. Dans les années 1900, il réalise de nombreuses sculptures, bustes, médaillons et bas-reliefs illustrant le travail de la mine, la misère et la condition ouvrière dans sa région natale du Borinage. Il a principalement exposé à Mons et à Bruxelles. 
Il a aussi sculpté des bronzes pour les monuments de personnalités publiques ou pour des victimes de la Première Guerre mondiale. 

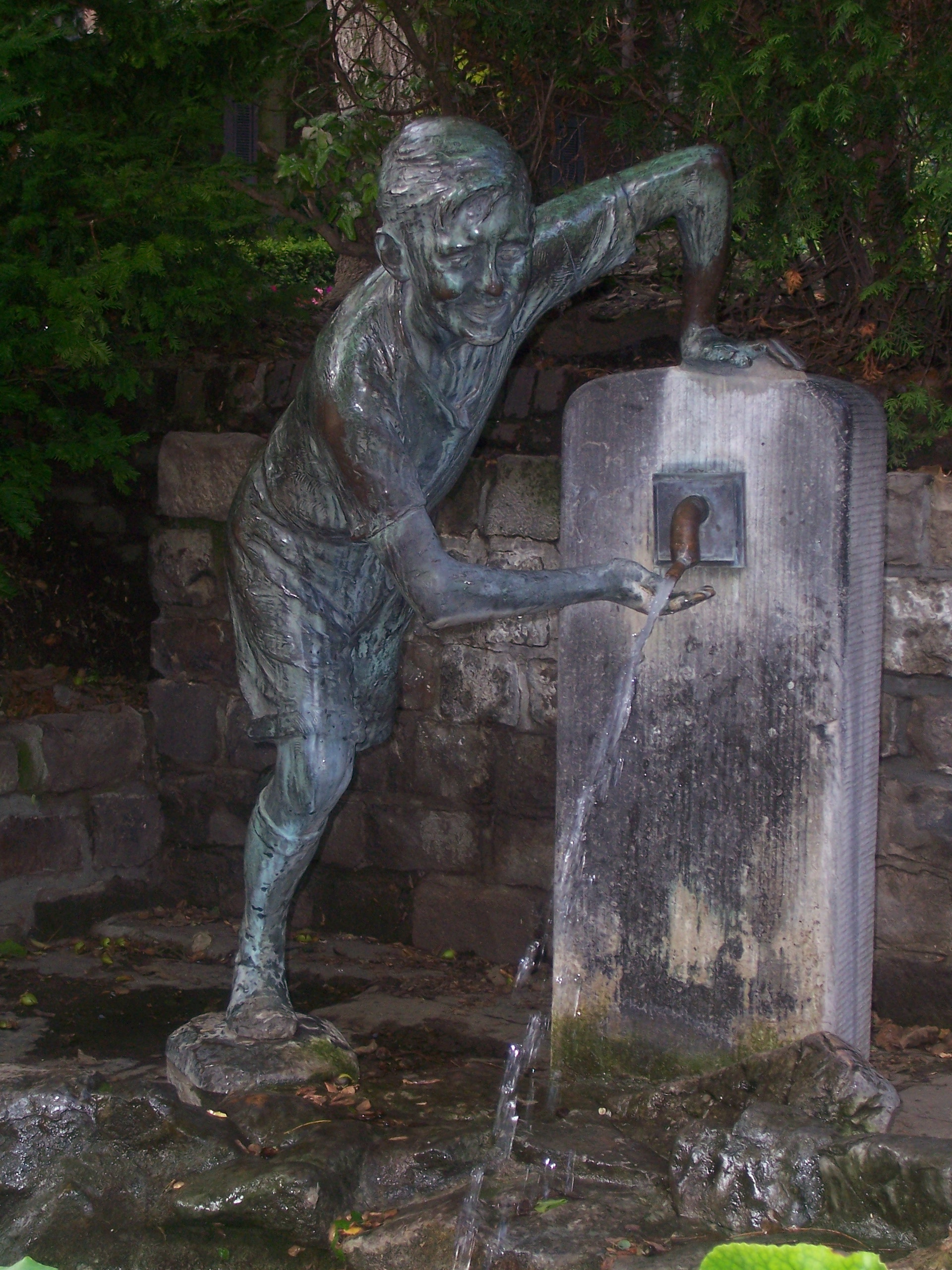
Statue du ropieur, Jardin du Mayeur à Mons.

Il travaille surtout le bronze. Il pratique aussi le modelage et la taille directe.

## Sélection d'œuvres
On lui doit de nombreuses œuvres notamment sur les places de Mons et du Borinage parmi lesquelles :
- Héros, Collection de la ville de Mons, 1893.
- Nu, Prix Godecharle, 1895.
- Le Mineur borain, bronze, cadeau au prince Albert, 1903.
- Ouvrière boraine, bronze, collections de la Province de Hainaut, 1904.
- Buste de Léopold Devillers, 1906.
- Monument Achille Urbain, buste et groupe de deux personnes, Frameries, 1912.
- Monument Jules Pitot, bronze, Quiévrain, 1912.
- Omer Cambier, bronze, 1912.
- Suzanne et Jean, marbre, Exposition d'art wallon, Mons, 1913.
- Monument Joseph Dufrane, bronze, Wasmes, 1913.
- Monument à la mémoire des agents de contribution Montois morts pendant la Première Guerre mondiale, Mons, 1920.
- Monument aux citoyens de Mons morts pour la Patrie, Mons.
- Monument aux morts, bronze, Boussu, 1921.
- Monument commémoratif aux morts de la guerre, Frameries, 1926.
- Buste du docteur Martin Herman, 1927.
- Monument à Léon Mabille, pierre de Soignies, Le Roeulx, 1927.
- Valentin Van Hassel, buste, 1928.

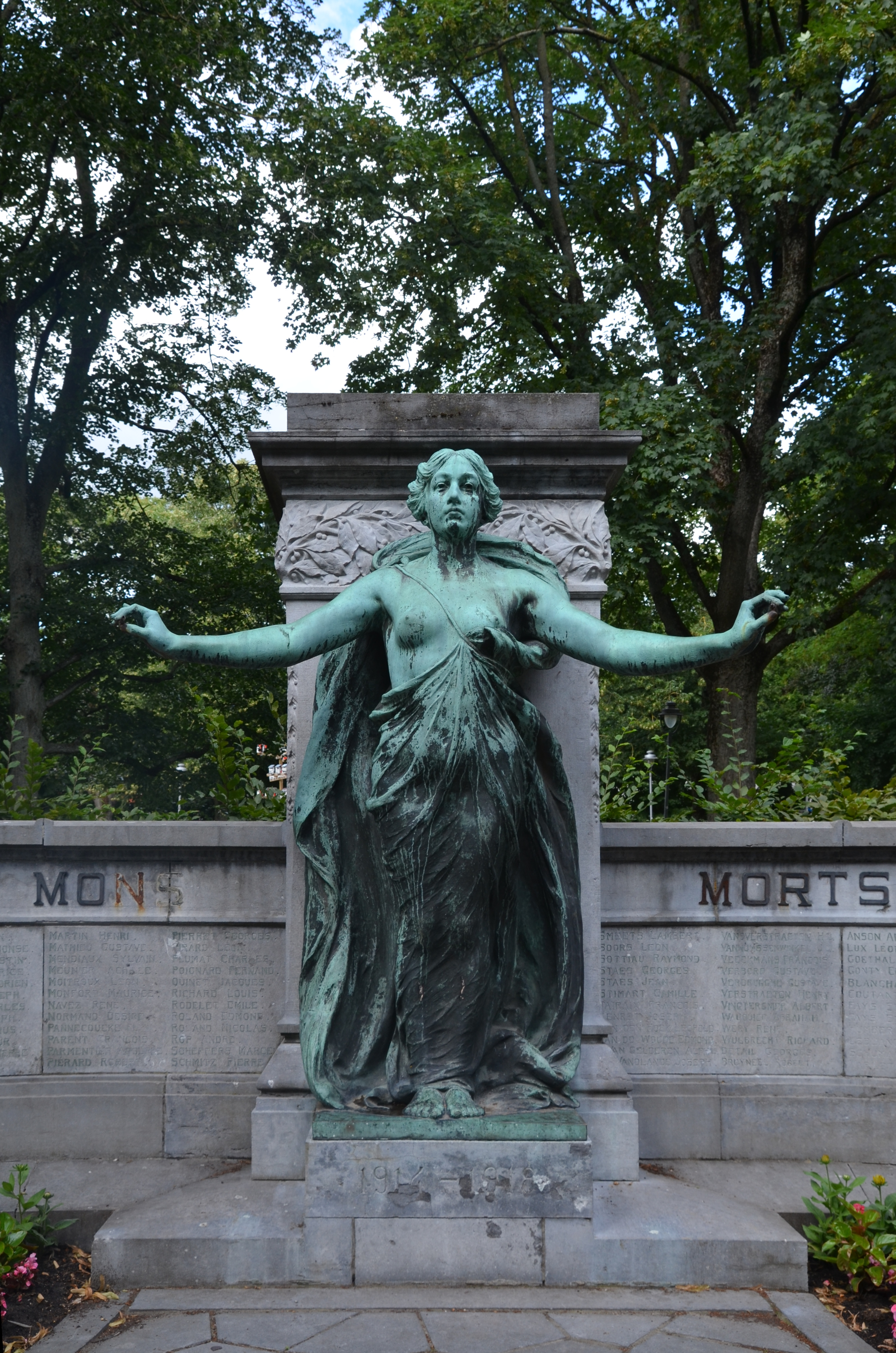
Statue aux citoyens de Mons morts pour la Patrie.

- Statue aux citoyens de Mons morts pour la Patrie.Le Mineur à l'Hapiette et le Mineur au Boutriau, bronze, parc communal de Wasmes.
- Fontaine de L'Ropieur, Jardin du Mayeur à Mons, 1935.

## Hommages et distinctions
En 1895, il reçoit le prix Godecharle.